# Заозерье (Кировская область)
Заозерье — деревня в Санчурском муниципальном округе Кировской области России.

## География
Деревня находится в юго-западной части Кировской области, в зоне хвойно-широколиственных лесов, на расстоянии приблизительно 9 километров к северо-западу от Санчурска, административного центра района. Абсолютная высота — 92 метра над уровнем моря.
Климат
Климат характеризуется как умеренно континентальный, с умеренно холодной снежной зимой и тёплым летом. Среднегодовая температура — 1,5 °C. Абсолютный минимум температуры воздуха самого холодного месяца (января) составляет −45 °C; абсолютный максимум самого тёплого месяца (июля) — 37 °C. Годовое количество атмосферных осадков — 687 мм, из которых большая часть выпадает в тёплый период.

## Население
| 2010 |
| ---- |
| 77   |

Половой состав
По данным Всероссийской переписи населения 2010 года в гендерной структуре населения мужчины составляли 48,1 %, женщины — соответственно 51,9 %.
Национальный состав
Согласно результатам переписи 2002 года, в национальной структуре населения русские составляли 86 % из 93 чел.

## Известные уроженцы
Попов Михаил Александрович (1924—1999) —  советский педагог. Завуч Параньгинской школы-интерната, заведующий Параньгинским РОНО Марийской АССР (1961—1980). Заслуженный учитель школы РСФСР (1966). Делегат III Всесоюзного съезда учителей (1978). Участник Великой Отечественной войны.